# Аделя Ганжлічкова
Аделя Ганжлічкова (чеськ. Adéla Hanzlíčková; нар. 4 травня 1994, Брно) — чеська борчиня вільного стилю, срібна та дворазова бронзова призерка чемпіонатів Європи, бронзова призерка чемпіонату світу, срібна призерка Кубку світу, учасниця Олімпійських ігор.

## Життєпис
Боротьбою почала займатися з 2004 року. У 2010 році стала бронзовою призеркою чемпіонату Європи серед кадетів. Через чотири роки повторила цей результат на чемпіонаті Європи серед юніорів. У 2015, 2016 та 2017 ставала срібною призеркою чемпіонатів Європи серед молоді. У 2017 також здобула бронзову нагороду на чемпіонаті світу серед молоді.
Виступала за борцівський клуб «TAK Hellas» Брно. Тренери — Павел Кучера (з 2004), Мілан Гемза (з 2013).

## Спортивні результати на міжнародних змаганнях

### Виступи на Олімпіадах
| Змагання                    | Збірна | Вагова категорія          | Місце |
| --------------------------- | ------ | ------------------------- | ----- |
| Літні Олімпійські ігри 2016 | Чехія  | жіноча боротьба, до 63 кг | 19    |

### Виступи на Чемпіонатах світу
| Змагання                        | Збірна | Вагова категорія          | Місце  |
| ------------------------------- | ------ | ------------------------- | ------ |
| Чемпіонат світу з боротьби 2014 | Чехія  | жіноча боротьба, до 63 кг | 16     |
| Чемпіонат світу з боротьби 2015 | Чехія  | жіноча боротьба, до 63 кг | 9      |
| Чемпіонат світу з боротьби 2017 | Чехія  | жіноча боротьба, до 63 кг | 13     |
| Чемпіонат світу з боротьби 2018 | Чехія  | жіноча боротьба, до 65 кг | 9      |
| Чемпіонат світу з боротьби 2019 | Чехія  | жіноча боротьба, до 68 кг | 12     |
| Чемпіонат світу з боротьби 2021 | Чехія  | жіноча боротьба, до 68 кг | 5      |
| Чемпіонат світу з боротьби 2022 | Чехія  | жіноча боротьба, до 68 кг | 13     |
| Чемпіонат світу з боротьби 2023 | Чехія  | жіноча боротьба, до 68 кг | 9      |
| Чемпіонат світу з боротьби 2024 | Чехія  | жіноча боротьба, до 72 кг | Бронза |

### Виступи на Чемпіонатах Європи
| Змагання                         | Збірна | Вагова категорія          | Місце  |
| -------------------------------- | ------ | ------------------------- | ------ |
| Чемпіонат Європи з боротьби 2014 | Чехія  | жіноча боротьба, до 63 кг | 5      |
| Чемпіонат Європи з боротьби 2016 | Чехія  | жіноча боротьба, до 63 кг | 10     |
| Чемпіонат Європи з боротьби 2017 | Чехія  | жіноча боротьба, до 63 кг | 11     |
| Чемпіонат Європи з боротьби 2018 | Чехія  | жіноча боротьба, до 65 кг | 8      |
| Чемпіонат Європи з боротьби 2019 | Чехія  | жіноча боротьба, до 68 кг | Срібло |
| Чемпіонат Європи з боротьби 2020 | Чехія  | жіноча боротьба, до 68 кг | 10     |
| Чемпіонат Європи з боротьби 2021 | Чехія  | жіноча боротьба, до 68 кг | Бронза |
| Чемпіонат Європи з боротьби 2022 | Чехія  | жіноча боротьба, до 68 кг | 5      |
| Чемпіонат Європи з боротьби 2023 | Чехія  | жіноча боротьба, до 68 кг | 5      |
| Чемпіонат Європи з боротьби 2024 | Чехія  | жіноча боротьба, до 68 кг | Бронза |

### Виступи на Європейських іграх
| Змагання              | Збірна | Вагова категорія          | Місце |
| --------------------- | ------ | ------------------------- | ----- |
| Європейські ігри 2015 | Чехія  | жіноча боротьба, до 63 кг | 7     |
| Європейські ігри 2019 | Чехія  | жіноча боротьба, до 68 кг | 11    |

### Виступи на Кубках світу
| Змагання                    | Збірна | Вагова категорія          | Місце  |
| --------------------------- | ------ | ------------------------- | ------ |
| Кубок світу з боротьби 2020 | Чехія  | жіноча боротьба, до 68 кг | Срібло |

### Виступи на інших змаганнях
| Змагання                                                         | Збірна | Вагова категорія          | Місце  |
| ---------------------------------------------------------------- | ------ | ------------------------- | ------ |
| Flatz Open 2013                                                  | Чехія  | жіноча боротьба, до 63 кг | 5      |
| Klippan Lady Open 2014                                           | Чехія  | жіноча боротьба, до 63 кг | 11     |
| Гран-прі Німеччини з боротьби 2014                               | Чехія  | жіноча боротьба, до 63 кг | Бронза |
| Гран-прі Іспанії з боротьби 2014                                 | Чехія  | жіноча боротьба, до 63 кг | 7      |
| Гран-прі Парижа з боротьби 2015                                  | Чехія  | жіноча боротьба, до 63 кг | 7      |
| Klippan Lady Open 2015                                           | Чехія  | жіноча боротьба, до 63 кг | 25     |
| Гран-прі Німеччини з боротьби 2015                               | Чехія  | жіноча боротьба, до 63 кг | 14     |
| Гран-прі Іспанії з боротьби 2015                                 | Чехія  | жіноча боротьба, до 63 кг | 5      |
| Відкритий чемпіонат Польщі з боротьби 2015                       | Чехія  | жіноча боротьба, до 63 кг | Бронза |
| Гран-прі Парижа з боротьби 2016                                  | Чехія  | жіноча боротьба, до 63 кг | Бронза |
| Klippan Lady Open 2016                                           | Чехія  | жіноча боротьба, до 63 кг | 12     |
| Олімпійський кваліфікаційний турнір з боротьби 2016 (Зренянин)   | Чехія  | жіноча боротьба, до 63 кг | 7      |
| Олімпійський кваліфікаційний турнір з боротьби 2016 (Улан-Батор) | Чехія  | жіноча боротьба, до 63 кг | 9      |
| Олімпійський кваліфікаційний турнір з боротьби 2016 (Стамбул)    | Чехія  | жіноча боротьба, до 63 кг | 8      |
| Гран-прі Парижа з боротьби 2017                                  | Чехія  | жіноча боротьба, до 63 кг | 7      |
| Klippan Lady Open 2017                                           | Чехія  | жіноча боротьба, до 63 кг | 5      |
| Flatz Open 2018                                                  | Чехія  | жіноча боротьба, до 68 кг | Золото |
| Київський Міжнародний турнір з боротьби 2018                     | Чехія  | жіноча боротьба, до 65 кг | Бронза |
| Турнір Дана Колова — Николи Петрова 2018                         | Чехія  | жіноча боротьба, до 65 кг | Золото |
| Гран-прі Іспанії з боротьби 2018                                 | Чехія  | жіноча боротьба, до 65 кг | Срібло |
| Відкритий чемпіонат Польщі з боротьби 2018                       | Чехія  | жіноча боротьба, до 65 кг | 5      |
| Flatz Open 2019                                                  | Чехія  | жіноча боротьба, до 68 кг | Золото |
| Klippan Lady Open 2019                                           | Чехія  | жіноча боротьба, до 68 кг | 8      |
| Турнір Дана Колова — Николи Петрова 2019                         | Чехія  | жіноча боротьба, до 68 кг | Бронза |
| Відкритий чемпіонат Польщі з боротьби 2019                       | Чехія  | жіноча боротьба, до 68 кг | 5      |
| Турнір Яшара Догу 2020                                           | Чехія  | жіноча боротьба, до 68 кг | Золото |
| Меморіал Маттео Пелліконе 2021                                   | Чехія  | жіноча боротьба, до 68 кг | 5      |
| Олімпійський кваліфікаційний турнір з боротьби 2020 (Будапешт)   | Чехія  | жіноча боротьба, до 68 кг | 7      |
| Олімпійський кваліфікаційний турнір з боротьби 2020 (Софія)      | Чехія  | жіноча боротьба, до 68 кг | Бронза |
| Турнір Яшара Догу 2022                                           | Чехія  | жіноча боротьба, до 68 кг | Бронза |
| Меморіал Маттео Пелліконе 2022                                   | Чехія  | жіноча боротьба, до 68 кг | 7      |
| Відкритий чемпіонат Загреба з боротьби 2023                      | Чехія  | жіноча боротьба, до 68 кг | Срібло |
| Турнір Ібрагіма Мустафи 2023                                     | Чехія  | жіноча боротьба, до 68 кг | 5      |
| Меморіал Імре Поляка та Яноша Варги 2023                         | Чехія  | жіноча боротьба, до 68 кг | 21     |
| Відкритий чемпіонат Польщі з боротьби 2023                       | Чехія  | жіноча боротьба, до 68 кг | Золото |
| Відкритий чемпіонат Загреба з боротьби 2024                      | Чехія  | жіноча боротьба, до 68 кг | 20     |
| Олімпійський кваліфікаційний турнір з боротьби 2024 (Баку)       | Чехія  | жіноча боротьба, до 68 кг | 5      |
| Олімпійський кваліфікаційний турнір з боротьби 2024 (Стамбул)    | Чехія  | жіноча боротьба, до 68 кг | 5      |
| Гран-прі Іспанії з боротьби 2024                                 | Чехія  | жіноча боротьба, до 68 кг | Золото |

### Виступи на змаганнях молодших вікових груп
| Змагання                                       | Збірна | Вагова категорія          | Місце  |
| ---------------------------------------------- | ------ | ------------------------- | ------ |
| Чемпіонат Європи з боротьби серед кадетів 2009 | Чехія  | жіноча боротьба, до 52 кг | 10     |
| Чемпіонат Європи з боротьби серед кадетів 2010 | Чехія  | жіноча боротьба, до 52 кг | Бронза |
| Чемпіонат Європи з боротьби серед кадетів 2011 | Чехія  | жіноча боротьба, до 60 кг | 9      |
| Чемпіонат світу з боротьби серед кадетів 2011  | Чехія  | жіноча боротьба, до 60 кг | 12     |
| Чемпіонат Європи з боротьби серед юніорів 2013 | Чехія  | жіноча боротьба, до 63 кг | 8      |
| Чемпіонат світу з боротьби серед юніорів 2013  | Чехія  | жіноча боротьба, до 63 кг | 15     |
| Чемпіонат Європи з боротьби серед юніорів 2014 | Чехія  | жіноча боротьба, до 63 кг | Бронза |
| Чемпіонат світу з боротьби серед юніорів 2014  | Чехія  | жіноча боротьба, до 63 кг | 14     |
| Чемпіонат Європи з боротьби серед молоді 2015  | Чехія  | жіноча боротьба, до 63 кг | Срібло |
| Чемпіонат Європи з боротьби серед молоді 2016  | Чехія  | жіноча боротьба, до 63 кг | Срібло |
| Чемпіонат Європи з боротьби серед молоді 2017  | Чехія  | жіноча боротьба, до 63 кг | Срібло |
| Чемпіонат світу з боротьби серед молоді 2017   | Чехія  | жіноча боротьба, до 63 кг | Бронза |